# Minimalismo tecnológico
Minimalismo tecnológico é uma metodologia de implantação de tecnologia na educação de maneira simples e mínima, sem a intrusão de grandes sistemas que acabariam rendendo maior custo do que benefício.
Parafraseando do inglês a famosa citação de John Maeda: "Less is more", a tecnologia contemporânea está evoluindo tanto, e se tornando tão complexa que dificilmente um cidadão comum esteja absorvendo todo o potencial tecnológico disponível. Portanto, além do desenvolvimento deste conceito nas artes, precisamos avançar com o minimalismo também na tecnologia.
Conforme o Prof. Wilson Azevedo, em seu artigo "O Minimalismo Tecnológico em Educação Online e a Inclusão Educacional e Digital no Brasil", afirma que Zane Berge, expôs em dois trabalhos, o primeiro de 1994 e o segundo em fins do ano 2000, o princípio que denominou “Minimalismo Tecnológico”, para orientar a seleção de tecnologias para a Educação a Distância.
Citando outra pioneira e companheira de trabalho, Mauri Collins, Berge explica que o minimalismo tecnológico pode ser definido como “o uso de níveis mínimos de tecnologia, cuidadosamente escolhida com atenção precisa para com suas vantagens e limitações, em apoio a objetivos educacionais bem definidos”. De sua larga experiência Berge aprendeu que os melhores resultados são colhidos quando se opta pelo caminho da simplicidade tecnológica e, inversamente, as maiores dificuldades e os maiores obstáculos estarão no caminho dos que optam pela complexidade e sofisticação tecnológicas.

## Teorias que utilizam a mesma nomenclatura
A Teoria Minimalista de John M. Carroll (1990) é focada na construção de material didático, particularmente a de manuais de instrução para uso de software. Pode ser explicada pelo "paradoxo de produção" identificado por Carroll and Rosson (1987): usuários querem atingir seus objetivos o mais rápido possível, mas para fazer algo novo, precisam aprender. Enfatiza a redução, a um mínimo, da distância entre o indivíduo, a tarefa real e o sistema instrucional. Diz que os aprendizes adultos não são um quadro em branco pois possuem experiências prévias e não gostam de serem tratados como se não soubessem nada. O sistema instrucional deve ser baseado na experiência dos aprendizes. Carroll também identifica as raízes do Minimalismo no construtivismo de Bruner e Piaget. Vale ressaltar que Carroll (1998) não utilizou o termo "minimalista" para significar "menos" instrução ou recursos, mas sim um engajamento mais rápido, concreto, e direto com as atividades reais de interesse do usuário
A teoria sugere que:
1. todas as tarefas de aprendizado devem ser atividades significativas e independentes;
2. devem ser dados para os aprendizes projetos realistas e que engajem o aprendiz com a tarefa o mais rápido possível;
3. a instrução deve permitir o raciocínio e a improvisação autodirecionados, aumentando o número de atividades ativas de aprendizado;
4. os materiais e as atividades de treinamento devem levar em consideração o reconhecimento;
5. o erro não é tratado como um problema e sim como uma oportunidade de aprendizado; há uma ênfase em ajudar o aprendiz a se recuperar do erro;
6. deve existir uma ligação próxima entre o treinamento e o sistema real.